# الثورة العربية في فلسطين 1936-1939
الثورة العربية في فلسطين 1936-1939، عُرفت لاحقًا بـ «الثورة الكبرى»، هي إنتفاضة وطنية قام بها العرب الفلسطينيون في فلسطين الإنتدابية ضد الإدارة البريطانية للولاية الفلسطينية، والمطالبة بالإستقلال، وإنهاء سياسة الهجرة اليهودية المفتوحة، وشراء الأراضي، والهدف المعلن المتمثل في إنشاء «بيت وطني يهودي»، وقد إندلعت شرارتها عقب قيام الفلسطينيين بقتل اثنين من اليهود وإصابة ثالث خلال هجوم على مركبتهم في طولكرم بتاريخ 15 أبريل 1936. تأثرت المعارضة مباشرة بالتمرد القسامي، بعد مقتل الشيخ عز الدين القسام في عام 1935، وكذلك إعلان الحاج أمين الحسيني 16 مايو 1936 باعتباره «يوم فلسطين» ودعوته إلى إضراب عام. وصف الكثيرون في اليشوب اليهودي الثورة بأنها «غير أخلاقية وإرهابية»، وغالبا ما قارنتها بالفاشية والنازية. غير أن بن غوريون وصف الأسباب العربية بأنها تخشى من تنامي السلطة الاقتصادية اليهودية، ومعارضة الهجرة الجماعية اليهودية، والخوف من التماهي الإنجليزي مع الصهيونية.
إستمر الإضراب العام في الفترة من أبريل إلى أكتوبر 1936، مما أدى إلى إندلاع الثورة العنيفة. وتكونت الثورة من مرحلتين متميزتين. كانت المرحلة الأولى موجهة في المقام الأول من قبل اللجنة العربية العليا الحضرية والنخبوية، وكانت تركز بشكل رئيسي على الإضرابات وغيرها من أشكال الاحتجاج السياسي. بحلول أكتوبر 1936، هزمت الإدارة المدنية البريطانية هذه المرحلة بإستخدام مزيج من التنازلات السياسية والدبلوماسية الدولية (التي تشمل حكام العراق والسعودية وإمارة شرق الأردن الذاتية الحكم والمملكة المتوكلية اليمنية) والتهديد بالقانون العرفي. أما المرحلة الثانية، التي بدأت في أواخر عام 1937، فهي حركة مقاومة عنيفة بقيادة الفلاحين أثارها القمع البريطاني في عام 1936 والتي إستهدفت القوات البريطانية بشكل متزايد. وخلال هذه المرحلة، قمع الجيش البريطاني وقوة شرطة فلسطين حركة التمرد بوحشية باستخدام تدابير قمعية كان الغرض منها تخويف السكان العرب وتقويض الدعم الشعبي للثورة. وخلال هذه المرحلة، قامت عشيرة النشاشيبي بدور أكثر هيمنة على الجانب العربي، التي انسحب حزبها الدفاع الوطني بسرعة من اللجنة العليا العربية المتمردة، بقيادة الفصيل الراديكالي لأمين الحسيني، وبدلا من ذلك وقفت إلى جانب البريطانيين – بإرسال فصائل السلام بالتنسيق مع الجيش البريطاني ضد وحدات الفصائل العربية القومية والجهادية.
وفقا للأرقام الرسمية البريطانية التي تغطي الثورة بأكملها، قتل الجيش والشرطة أكثر من 2,000 من العرب في القتال، وشنق 108 منهم، وقتل 961 شخصا بسبب ما وصفوه بأنه «أنشطة العصابات والأنشطة الإرهابية». وفي تحليل للإحصاءات البريطانية، يقدر وليد الخالدي 19,792 إصابة للعرب، يبلغ عدد القتلى فيها 5,032 قتيلا: 3,832 قتيلا على أيدي البريطانيين و1،200 قتيلا بسبب «الإرهاب»، و14،760 جريحا. أكثر من عشرة في المائة من السكان العرب الفلسطينيين الذكور البالغين بين 20 و60 عاما قُتلوا أو جُرحوا أو سجنوا أو نفيوا. تتراوح تقديرات عدد اليهود الفلسطينيين الذين قتلوا من 91 إلى عدة مئات.
فشلت الثورة العربية في فلسطين الانتدابية، وأثرت عواقبها على نتيجة حرب فلسطين عام 1948. وتسببت في قيام الانتداب البريطاني بتقديم دعم حاسم للميليشيات الصهيونية السابقة للدولة مثل الهاغانا، في حين أجبرت الثورة فرار الزعيم العربي الفلسطيني الرئيسي في تلك الفترة، المفتي الكبير في القدس – الحاج أمين الحسيني إلى المنفى.

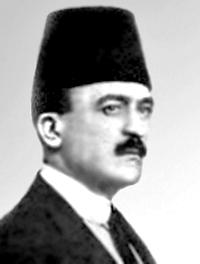
وصف خليل السكاكيني الثورة بأنها «صراع حياة أو موت».

## الجذور

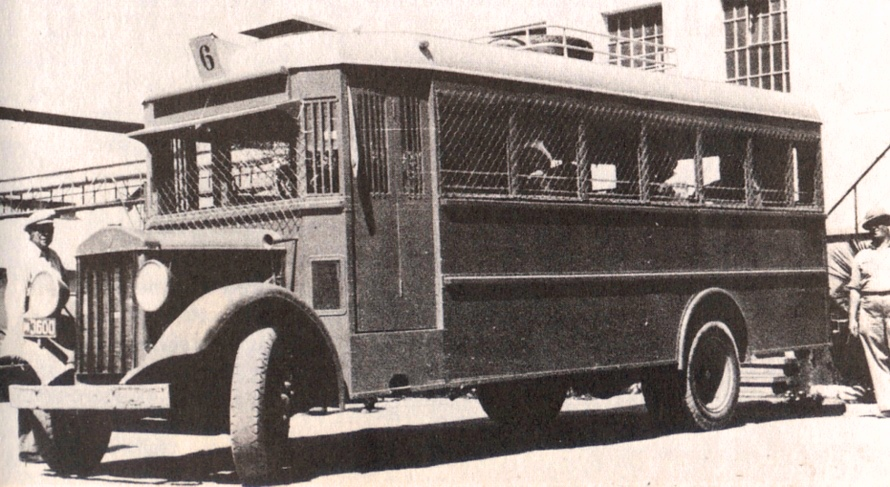
حافلة من الاحتلال البريطاني لفلسطين

في عام 1930، قام الشيخ عز الدين القسام بتنظيم وتأسيس الكف الأسود، وهي منظمة مناوئة للصهيونية ومناهضة لبريطانيا. وقام بتجنيد وتنظيم دورات تدريبية عسكرية للفلاحين، وبحلول عام 1935، كان قد جند ما بين 200 و800 رجل. وقد شاركوا في حملة تخريب للأشجار التي زرعها المزارعون وخطوط السكك الحديدية التي شيدت في بريطانيا. وفي نوفمبر 1935، اشتبك اثنان من رجاله في معركة بالأسلحة النارية مع دورية شرطة فلسطين تتعقب لصوص الفاكهة مما أسفر عن مقتل شرطي. وفي أعقاب هذه الحادثة، أطلقت الشرطة عملية مطاردة وحاصرت القسام في كهف بالقرب من يعبد. وفي المعركة التي تلت ذلك قتل القسام.
وأدى موت القسام إلى غضب واسع النطاق بين العرب الفلسطينيين. رافقت الحشود الضخمة جثة القسام إلى قبره في حيفا.
تأثرت المعارضة في فلسطين أيضا باكتشاف شحنة أسلحة كبيرة في ميناء يافا في أكتوبر 1935 متجهة إلى الهاجاناه، مما أثار مخاوف عربية من الاستيلاء العسكري اليهودي على فلسطين. كما بلغت الهجرة اليهودية ذروتها في عام 1935، قبل أشهر فقط من بدء العرب الفلسطينيين ثورة واسعة النطاق على مستوى البلاد. في السنوات الأربع بين 1933 و1936 وصل أكثر من 164,000 مهاجر يهودي إلى فلسطين، وبين 1931 و1936 ازداد عدد السكان اليهود أكثر من الضعف من 175 ألف إلى 370 ألف شخص، مما زاد حصة السكان اليهود من 17% إلى 27%، وتسبب في تدهور كبير في العلاقات بين العرب الفلسطينيين واليهود.

## ما قبل الثورة
بعد تصفية 1935 اشتد اضطراب الجو السياسي في فلسطين لقرب نيل بعض الأقطار العربية استقلالها وخاصة مصر وسوريا ولبنان على إثر التفاوض لعقد معاهدات التحالف وكان أمل الجماهير الفلسطينية وكفاحها لنيل الاستقلال ومناهضة إنشاء وطن قومي يهودي في فلسطين ولم تكن هذه الأماني لتتحقق إلا عن طريق النضال الجماهيري الموحد والوقوف في وجه السلطة البريطانية. تهيأت الظروف المواتية لإعلان الثورة نتيجة لانتشار روح القومية العربية خارج فلسطين وإدراك العرب لمخططات الصهاينة الرامية إلى إنشاء الوطن اليهودي بمساعدة بريطانيا، وازدياد حجم الهجرة الصهيونية منذ سنة 1933 وسيطرة الصهاينة على الشؤون الاقتصادية وتحسس العرب من استمرار شرائهم الأراضي العربية إضافة إلى عدم وضوح المقاصد النهائية التي ترمي إليها الدولة المنتدبة وعدم ثقة العرب بإخلاصها.
بدأت الثورة بقيام العرب بمظاهرات احتجاج رفعت فيها بعض الشعارات كمطالبة سلطة الاحتلال بإيقاف الهجرة الصهيونية فوراً وحظر نقل ملكية الأراضي العربية إلى اليهود الصهاينة ثم إقامة حكومة ديمقراطية يكون النصيب الأكبر فيها للعرب وفقاً لغالبيتهم العددية، وكانت هذه من الأسباب الممهدة لانفجار الثورة.

## مقدمة في أسباب الثورة
بعد خمسة أيام من إعلان الإضراب ترأس الحاج أمين الحسيني احتجاجاً لرؤساء الأحزاب الفلسطينية في بيت بحي المصرارة في القدس، نتج عنه تشكيل قيادة عامة لشعب فلسطين عرفت باسم اللجنة العليا، وهي أصبحت لاحقاً تعمل باسم الهيئة العربية العليا.
ضمت اللجنة المفتي الحاج أمين الحسيني رئيساً، وعضوية راغب النشاشيبي وأحمد حلمي عبد الباقي والدكتور فخري الخالدي ويعقوب فراج وألفرد روك وعوني عبد الهادي وعبد اللطيف صلاح والحاج يعقوب الغصين وجمال الحسيني وفؤاد سابا.
وقرر المجتمعون استمرار الإضراب إلى أن تبدل الحكومة البريطانية سياستها المتبعة في البلاد تبديلاً أساسياً تظهر بوادره في وقف الهجرة اليهودية إلى فلسطين.
سرعان ما انطلقت العمليات المسلحة مترافقة مع الإضراب، ومن أبرز عمليات الثوار في القدس، في المرحلة الأولى من الثورة معركة باب الواد على طريق القدس-يافا، والهجوم على سينما أديسون في القدس، والهجوم على سيارة مفتش البوليس البريطاني في المدينة، وعلى اثنين من ضباط الطيران البريطانيين.
بعد ستة أشهر ووساطة من الملوك والأمراء العرب، جرى الإعلان عن وقف الإضراب، ونهاية المرحلة الأولى من الثورة التي ما لبث أن تفجرت بعد تبين كذب الوعود البريطانية.
واجه البريطانيون المرحلة الأولى من الثورة بقمع شديد وتعزز هذا القمع عشية انطلاق المرحلة الثانية منها، بمحاولة اعتقال الحاج أمين الحسيني ونفيه لكنه استطاع الإفلات من طوق البريطانيين الذين دهموا مقر اللجنة العربية العليا، والتجأ إلى المسجد الأقصى ثم غادره إلى خارج فلسطين.
ومن القدس انطلقت المرحلة الثانية من الثورة عبر سلسلة كبيرة من الهجمات التي نفذها الثوار ضد دوريات الجيش والشرطة البريطانية بلغت فعاليات الثورة في القدس ذروتها في أيلول من عام ثمانية وثلاثين، وذلك حين تمكن الثوار الفلسطينيون من تحرير البلدة القديمة في القدس من سيطرة قوات الاحتلال البريطاني، واستمرت البلدة محررة لأكثر من أسبوع رغم قيام الطائرات البريطانية بإلقاء منشورات على القدس وضواحيها، موقعة من القائد العسكري البريطاني، لمنطقة القدس، ويدعو فيها جميع السكان في البلدة القديمة إلى إلقاء السلاح والتزام منازلهم ضد الثوار هجمات عديدة لقوات الاحتلال البريطاني التي حاصرت البلدة، وأحكمت الطوق عليها، ولكن البريطانيين الذين اقتحموا البلدة بعد ذلك، اضطروا إلى الخروج منها مجدداً لثلاثة أيام، قبل أن يقوموا بشن هجوم كبير عليها ومعاودة احتلالها.
استخدم البريطانيون في هجماتهم على الثوار في القدس الطائرات بقنابلها ومدافعها الرشاشة، وقاوم الثوار الهجوم البريطاني شبراً شبراً، حتى أن وصول البريطانيين إلى سوق العطارين قد استغرق ثلاثة أيام، وجرى استخدام السكان، عبر خدعة بريطانية، كدروع بشرية لحماية تقدم البريطانيين.
معركة البلدة القديمة، هي واحدة من المعارك الكبرى التي شهدتها الثورة، في ذروتها سنة 1938، حيث تمكن الثوار من السيطرة على أكثر من مدينة على غرار ما شهدته البلدة القديمة من القدس، غير أن الثورة ولأسباب عديدة انحسرت عام تسعة وثلاثين.
ومن أسباب الثورة أيضا:
وصول حدة التناقض إلى ذروته في عملية انتقال المجتمع الفلسطيني من الاقتصاد الزراعي الإقطاعي العربي إلى الاقتصاد الصناعي البرجوازي الصهيوني وسيطرة الصهاينة على الاقتصاد الفلسطيني.
ولاشك أن قيادة الحركة الوطنية الفلسطينية قد أرغمت على تبني شكل الكفاح المسلح لأنه لم يعد بوسعها أن تبقى تمثل قيادة الجماهير في الوقت الذي وصل فيه التناقض إلى شكل صدامي حاسم، مما دفع القيادة الفلسطينية آنذاك إلى تبني أسلوب الكفاح المسلح وهو حركة عز الدين القسام وسلسلة الهزائم التي منيت بها هذه القيادة طيلة فترة قيادتها للحركة الجماهيرية، ثم العنف الصهيوني مضافا إليه العنف الاستعماري وطرق قمع الثورات والانتفاضات الوطنية فتطورت هذه الإضرابات وعمت أنحاء فلسطين وطافت في الشوارع وتحولت بعد ذلك إلى ثورة عظيمة قضت مضاجع بريطانيا وقواتها عندما بدأت بإلقاء القنابل وقطع أسلاك التلغراف وتعطيل الطرق والمعابر ومجابهة القوات البريطانية وتفجير أنابيب البترول وقطع السكك الحديدية لتأخير وصول الإمدادات.
وعلى آثر ذلك تدفقت أعداد كبيرة من الجنود البريطانيين تقدر بعشرين ألف جندي وبعد استكمال وصول القوات البريطانية في 30 أيلول 1936 صدر مرسوم بالأحكام العرفية وضاعفت سلطة الانتداب خطها القمعي المتصلب.

## الثورة الفلسطينية الكبرى
تعد هذه الثورة من أعظم الثورات في تاريخ فلسطين في القرن العشرين وقد عبرت عن روح التضحية والفداء والمصابرة والإصرار على الحقوق التي تميز بها أبناء فلسطين.
وتمكنت هذه الثورة في بعض مراحلها من السيطرة على كل الريف الفلسطيني، بل والسيطرة على عدد من المدن، بينما انكفأت السلطات البريطانية في بعض المدن الهامة.
وقدمت هذه الثورة نموذجا عالميا هو أطول إضراب يقوم به شعب كامل عبر التاريخ الحديث حيث استمر 178 يوماً. وربما لو كان الأمر مقتصراً على الصراع بين شعب فلسطين وبين الاستعمار البريطاني لنالت فلسطين حريتها واستقلالها منذ تلك الثورة، إذا ما قارنا هذه الثورة بثورات الشعوب التي نالت استقلالها، ولكن وجود العامل اليهودي-الصهيوني وتأثيره القوي داخل فلسطين وفي بريطانيا والدول الكبرى جعل الأمر أكثر صعوبة وتعقيداً، وفرض أن تتسع دائرة مشروع التحرير إلى الدائرة العربية والإسلامية.
وتنقسم الثورة إلى مرحلتين، كانت بينهما مرحلة توقف أشبه «بالهدنة المسلحة» المشوبة بالتوتر
المرحلة الأولى من الثورة: نيسان – تشرين الأول 1936
لم تلق جماعة «الجهادية» (القساميون) السلاح بعد استشهاد قائدها، فقامت باختيار قائد جديد هو الشيخ فرحان السعدي- الذي رغم أنه كان في الخامسة والسبعين من عمره – إلا أنه كان لا يزال مقاتلاً صلباً نشطاً مشهوراً بدقته في إصابة الهدف.
وقد عملت هذه الجماعة على تهيئة الظروف لانطلاقة أقوى وأوسع.

### اندلاعها
وقد تفجرت الشرارة الأولى للثورة الكبرى في فلسطين يوم 15 أبريل 1936، عندما قامت مجموعة قسامية بقيادة الشيخ فرحان السعدي بقتل اثنين من اليهود وجرح ثالث خلال هجوم على مركبتهم في طولكرم.
رد اليهود باغتيال اثنين من العرب في اليوم التالي، ثم حدثت صدامات واسعة بين العرب واليهود في منطقة يافا يوم 19 أبريل أدت إلى مقتل تسعة يهود وجرح 45 آخرين، وقتل من العرب اثنان وجرح 28.
ساد البلاد جو شديد من التوتر، أعلنت الحكومة على إثره منع التجول في يافا وتل أبيب كما أعلنت حالة الطوارئ في كل فلسطين ونشطت المقاومة من قبل حركات عدة مثل: «قوات الجهاد المقدس»، «مجموعة الكف الأسود».

## انطلاق الثورة وأعمالها
في 20 أبريل شُكلت اللجنة القومية في فلسطين وهي لجنة قومية غير حزبية كان وقودها الدافع مجموعة من الشبان المثقفين في مقدمتهم أكرم زعيتر. وقد دعت اللجنة إلى الإضراب العام في فلسطين وعلى أن يستمر إلى أن تعلن الحكومة البريطانية استجابتها للمطالب الوطنية. وفي 25 أبريل اجتمعت الأحزاب برئاسة الحاج أمين الحسيني، الذي ساند الأحزاب وانتشرت الثورة في جميع القرى والمدن الفلسطينية كانتشار النار في الهشيم.
بدأ الإضراب الشامل في يافا وصاحبته تظاهرات واشتباكات امتدت إلى نابلس فالقدس، ثم انتشرت في أنحاء البلاد. لقي الإضراب استجابة واسعة، وتشكلت لجان قومية في أنحاء فلسطين لتأمين الإضراب وإنجاحه، وتجاوبت الأحزاب العربية الفلسطينية مع الإضراب وأيدته. ثم ما لبثت –تحت الضغط الشعبي – أن وحدت القيادة الفلسطينية بتشكيل «اللجنة العربية العليا» في 25 أبريل والتي وافق الحاج أمين الحسيني على ترؤسها.
وهكذا نزل الحاج أمين لأول مرة منذ 16 عاما إلى ميدان المعارضة المكشوفة للسلطات البريطانية. وقد قررت اللجنة العليا الاستمرار في الإضراب، وأكدت على مطالب الشعب الفلسطيني وهي:
- إيقاف الهجرة اليهودية إلى فلسطين.
- منع انتقال الأراضي العربية إلى اليهود.
- إنشاء حكومة وطنية مسؤولة أمام مجلس نيابي.

وهكذا دخلت فلسطين في إضراب شامل استمر ستة أشهر، وأصيبت فيه مظاهر العمل والنشاط التجاري والصناعي والتعليمي والزراعي والمواصلات في جميع المدن والقرى بالشلل. وقد زاد من حدة الإضراب تبني الفلسطينيين سياسة «العصيان المدني» بتنفيذ الامتناع عن دفع الضرائب اعتباراَ من يوم 15 أيار.
وأخذ الوضع الفلسطيني يأخذ شكل الثورة الشاملة مع مرور الوقت، فأخذت العمليات الثورية المسلحة – التي بدأت محدودة متفرقة – في الانتشار حتى عمت معظم أرجاء فلسطين، وبلغ معدلها خمسين عملية يومياً، وزاد عدد الثوار حتى بلغ حوالي خمسة آلاف، معظمهم من الفلاحين الذين يعودون على قراهم بعد القيام بمساعدة الثوار الذين تفرغوا تماماً.
وبعد جهود سرية قام بها الحاج أمين ورفاقه، حدث تطور نوعي في الثورة، وذلك بقدوم تعزيزات من الثوار العرب من العراق وسوريا وشرق الأردن بلغت حوالي 250 رجلاً، وكان على رأسها القائد العسكري المعروف فوزي القاوقجي الذي وصل في 22 آب وتولى بنفسه القيادة العامة للثورة، ونظم الشؤون الإدارية والمخابرات، وأقام محكمة للثورة، وأسس غرفة للعمليات العسكرية. من أبرز المتطوعين العرب الشيخ عز الدين القسام وسعيد العاص ومحمد الأشمر من سورية. شارك أيضاً متطوعون مسلمون من شبه القارة الهندية في الدفاع عن المسجد الأقصى. وقد اعترفت القيادة العسكرية البريطانية في تلك الفترة بتحسن تكتيكات الثوار، مشيرةً إلى انهم أظهروا علامات على فعالية القيادة والتنظيم.
ولم تنفع الرسائل السياسية والعسكرية البريطانية في إيقاف الإضراب والثورة، بما في ذلك إعلان بريطانيا في 18 مايو إرسال لجنة ملكية «لجنة بيل» للتحقيق في أسباب «الاضطرابات»، ورفع التوصيات لإزالة أي «ظلامات مشروعة» ومنع تكرارها.
ولم تتوقف المرحلة الأولى من الثورة الفلسطينية الكبرى والاضطراب إلا في 12 تشرين الأول 1936 إثر نداء وجهه زعماء السعودية والعراق وشرق الأردن واليمن لأهل فلسطين بـ«الإخلاد إلى السكينة حقناً للدماء، معتمدين على حسن نوايا صديقتنا الحكومة البريطانية، ورغبتها المعلنة لتحقيق العدل، وثقوا بأننا سنواصل السعي في سبيل مساعدتكم».
بلغت عمليات المجاهدين في هذه المرحلة من الثورة حوالي أربعة آلاف، ويبدو أن السلطات البريطانية تكتمت كثيراً على خسائرها وخسائر الأطراف الأخرى، لتهون من شأن الثورة، فذكرت أنه قُتل من اليهود 80 وجرح 288، وقتل من الجيش والشرطة البريطانية 35 وجرح 164، فيما قتل من العرب 193 وجرح 803. وحسب محمد عزة دروزة فإن عدد قتلى العرب زاد عن 750 وعدد الجرحى زاد عن 1500. واستدل مكتب الإحصاء الفلسطيني على «كذب البيانات الرسمية» بأنه بعد أقل من شهرين من بدء الإضراب بلغ عدد قتلى الجنود الذين دفنتهم إدارة الصحة في نابلس 162 جندياً. وقد بلغت خسائر الحكومة البريطانية بسبب الإضراب 3.5 مليون جنيه استرليني عدا خسائر توقف التجارة والسياحة، وهو ما يوازي ميزانية فلسطين لسنة كاملة في ذلك الوقت.
وقدرت خسائر العرب بعدة ملاين من الجنيهات، رغم أن كل ما جاءهم من إعانات خارجية لم يصل إلى 20 ألف جنيه. وبلغ عدد المنكوبين العرب 300 ألف (ثلث الشعب الفلسطيني) بينهم 40 ألفاً من مدينة يافا وحدها.

### أعمال الثوار
- الامتناع عن العمل – استمر 6 أشهر.
- مهاجمة المستعمرات البريطانية واليهودية.
- مهاجمة مراكز الشرطة الإنجليزية.
- تدمير خطوط سكة الحديد والجسور.
- الاشتباك مع الجنود وأفراد الشرطة الإنجليز وأفراد العصابات الصهيونية ووقوع معارك طاحنة أسفرت عن خسائر من الجانبين.
- مقاطعة لجان التحقيق البريطانية.
- استرجاع مناطق كاملة من أيدي الإنجليز.
- مهاجمة حافلات المهاجرين اليهود.
- مهاجمة المطارات الإنجليزية

### أهم المعارك التي خاضها الثوار في المرحلة الأولى
- معركة نور شمس 1936/05/23
- معركة عنبتا 1936/06/21
- معركة وادي عزون 1936/06/28
- معركة الفندقومية 1936/06/30
- معركة باب الواد 1936/07/26
- معركة رأس عامر 1936/08/3
- معركة صفد 1936/08/09
- معركة بلعا الأولى 1936/08/10
- معركة عصيرة الشمالية 1936/08/17
- معركة وادي عرعرة 1936/08/20
- معركة عين دور 1936/08/29
- معركة بلعا 1936/09/03
- معركة الجاعونة 1936/09/09
- معركة ترشيحا 1936/09/09
- معركة حلحول 1936/09/24
- معركة جبع 1936/09/24
- معركة بيت مرين 1936/09/29
- معركة الخضر 1936/10/06
- معركة كفر صور 1936/10/09

## مرحلة التوقف المؤقت للثورة: أكتوبر 1936 – سبتمبر 1937
دخلت فلسطين بعد توقف الإضراب في شبه هدنة مؤقتة بانتظار نتائج توصيات اللجنة الملـكية «لجنة بيل» التي أرسلت للتحقيق في مطالب أهل فلسطين، وقد قاطعها العرب في البداية إذ استاؤوا من البيان الذي أصدره وزير المستعمرات البريطاني قبل وصول اللجنة والذي قال فيه: «إنه ليس هناك أسباب تبرر توقيف الهجرة».
وقد حافظ الثوار على درجة من التوتر يسهل معها انتقال البلاد إلى الوضع الثوري السابق، في حالة عدم تحقيق المطالب العربية. ولذلك، فقد استمرت عمليات المجاهدين ذات الطابع الفردي كالنسف والقنص والاغتيالات السيـاسية.
وقد اعترفت الحكومة البريطانية بمقتل 97 شخصا بينهم 9 جنود بريطانين، وجرح 149 بينهم 13 من الشرطة والجيش خلال الأشهر الثلاثة الأولى من عام 1937.
وقد أوصت اللجنة الملكية في خلاصة تقريرها – الذي رفعته إلى الحكومة البريطانية في 22 يونيو 1937، ونشرته الحكومة في 7 يوليو بتقسيم فلسطين إلى دولتين: واحدة عربية وأخرى يهودية، على أن تبقى الأماكن المقدسة وممر إلى يافا تحت الانتداب البريطاني، وقد اجتاحت البلاد موجة من السخط أدت إلى تفجر المرحلة الثانية من الثورة.

## المرحلة الثانية من الثورة: أيلول 1937 – أيلول 1939
كان حادث اغتيال (لويس يلاند أندروز) حاكم لواء الجليل – على يد جماعة القسام يوم 26 سبتمبر 1937 – المؤشر البارز على بدء المرحلة الثانية من الثورة الفلسطينية. وقد اعتبر مقتل أندروز صدمة كبيرة للسلطات البريطانية إذ كان أول اغتيال لشخصية مدنية كبيرة، واعتبر إعلاناً صريحاً للثورة ضد الحكم البريطاني.
ويبدو أن حكومة فلسطين كانت مستعدة تماماً للقيام بإجراءات ثورية قمعية قاسية، وكان من الواضح وجود روح من التوافـق بين السلطـات المدنيــة والعسكرية باعتماد أسلوب الشدة والقوة لسحق أية «اضطرابات».[بحاجة لمصدر] ولذلك لم تتردد هذه المرة، اعتباراً من الأول من أكتوبر 1937 في حل اللجنة العربية العليا، وإبعاد بعض أفرادها إلى جزر سيشل، وإقالة المفتي من رئاسة المجلس الإسلامي الأعلى، وحل اللجان القومية والقيام بحملة اعتقالات واسعة.
وكان متوقعاً بالنسبة لمؤيدي سياسة «القبضة الحديدية» الذين انتقدوا بمــرارة «عجـز» السلطات المدنية في ثورة 1936، أن يؤدي أسلوب السلطة الجديد إلى سحق الثورة في مهدها. ولكن الذي حدث كان عكس ذلك تماماً، فقد تفجرت ثورة كبرى استمرت أربعة أضعاف تلك الفترة التي عاشتها المرحلة الأولى من الثورة، ولم تتوقف هذه الثورة إلا بعد اندلاع الحرب العالمية الثانية أواخر سنة 1939.
ففي يوم فرار الحاج أمين الحسيني إلى لبنان في [14 أكتوبر استؤنفت العمليات الجهادية بشكل واسع.
ورغم محاولات الجيش سحق هذه الثورة بكل الوسائل، إلا أنها استطاعت الاستمرار والانتشار، وعاشت فلسطين جوا من الثورة الوطنية العارمة التي حظيت بدعم شعبي هائل.
وفي صيف 1938 وصلت الثورة إلى قمة نفوذها، وخضعت لهيمنتها مناطق واسعة، خصوصا شمال فلسطين ووسطها، وتحطمت الإدارة المدنية في معظم مناطق فلسطين.
واقتحم الثوار العديد من المدن الهامة، وكانوا يسيرون وهم مسلحون تماماً في شوارع نابلس دون خوف وأظهر الثوار قدرة جيدة على التنظيم وفعالية في «حرب العصابات»، وشكلوا محاكم للفصل في القضايا، وعاقبوا بحسم السماسرة والجواسيس والعملاء. وأصبح قادة الثوار بمثابة الحكام الإدارين في مناطقهم، وعندما كان يحل القائد في قرية كانت تزدحم بأهل القرى المجاورة ووفود المدن القريبة وتقام فيها الولائم والحفلات، وتنشد الأهازيج، وترسل الزغاريد، كأن الناس في عرس أو عيد، غير مبالين لا متحسبين، كأنه لم يكن للحكومة وجود.
وزادت أعداد الثوار حتى بلغت حوالي عشرة آلاف، غير أن عدد المتفرغين منهم تماماً للثورة لم يكن يزيد على ثلاثة آلاف، وكان هناك ألف يعملون في المدن والباقي من الفلاحين الذين يقومون بنجدة إخوانهم في المعارك عندما تستدعي الحاجة.
وبلغ من شدة الثورة أن وزير المستعمرات عد فلسطين «أصعب بلد في العالم» ووصف مهمة المندوب السامي والقائد العام للقوات البريطانية بأنها «أشق مهمة واجهت السلطات البريطانية في أية بلاد أخرى بعد الحرب العظمى».
وشكلت في سورية ولبنان «لجنة الجهاد المركزية» تحت إشراف وتوجيه الحاج أمين، وتولى إدارتها الفعلية في دمشق محمد عزة دروزة، وقد اهتمت اللجنة بتوجيه الثورة وإمدادها وإسعاف منكوبيها.
أما قيادة الثورة في فلسطين فقد تولاها الفلسطينيون أنفسهم، وأبدى العديد من قادتهم مهارة كبيرة، غير أن قادة الثورة لم يتوحدوا جميعا تحت قائد واحد، بسبب وجود شيء من التكافؤ جعل من الصعب قيادة أحدهم للجميع.
لكن جماعة القسام استطاعت أن توحد تحت قيادة (أبي إبراهيم الكبير) – وبمساعدة عدد من إخوانه أعضاء الجماعة كيوسف أبو درة ومحمد الصالح وأبو إبراهيم الصغير وسليمان عبد القادر – مناطق شمال فلسطين وقسماً من مناطق نابلس وقسماً من منطقة القدس الشمالية، وهي من أكثر المناطق التي تركزت فيها الثورة. وبرز من القادة أيضا عبد الرحيم الحاج محمد في منطقة طولكرم الشرقية، وكان يعرف في بعض مراحل الثورة بالقائد العام، كما برز عارف عبد الرازق في منطقة طولكرم الغربية، وتولى حسن سلامة قيادة منطقة اللد، وتولى عيسى البطاط قيادة منطقة الجليل، كما تولى عبد القادر الحسيني قيادة منطقة القدس.
وقد اتخذت هذه الثورة طابعاً إسلامياً جهادياً عاماً من خلال الدور العظيم لجماعة القسام في شمال فلسطين ووسطها، وحركة الجهاد المقدس بقيادة عبد القادر الحسيني في مناطق القدس والخليل، ومن خلال القيادة السياسية لمفتي فلسطين الحاج أمين الحسيني للحركة الوطنية الفلسطينية، وكذلك عبد الرحيم الحاج محمد المشهور بتدينه والتزامه، وغيرهم وفي التعميم على محاكم المجاهدين بالحكم بكتاب الله وسنة رسوله.
وكانت أحلك الأيام التي واجهت السلطات البريطانية ومخابراتها هي صيف 1938، إذ قُضي على الجواسيس في معظم المناطق، ولم تجد السلطات ما تفرق به بين الثوار في المدن عن غيرهم سوى اعتبار كل لابس للكوفية والعقال ثائراً (وكان هذا غطاء الرأس المعتاد للفلاحين) فتقوم السلطات بملاحقته. ولذلك أصدر الثوار أمراً في آب 1939 لأهل المدن الفلسطينية بنـزع الطربوش (غطاء الرأس في المدن)، ولبس الكوفية والعقال، وذلك إعلاناً للتضامن التام مع الثوار ورمزاً لكون الجميع ثواراً.
وما أن أصدر الأمر حتى سارع أهل فلسطين إلى الاستجابة فزال الفارق الظاهري بين الثوار وغيرهم، وزال الطربوش نهائياً، مما أدهش السلطات التي فوجئت أن شعباً بكامله ينزع لباس رأسه، الذي هو من تقاليده الموروثة.
وقد اضطرت السلطات إلى إرسال تعزيزات عسكرية ضخمة يقودها أفضل قادة بريطانيا العسكريين أمثال (ديل Dill) (وويفل Wavell) (وهنينك Haining) (ومونتكومري Montgomery) وقامت عملياً باعادة احتلال فلسطين قرية قرية مستخدمة كافة وسائل البطش والدمار والعقوبات الجماعية، ومستعينة بكافة الوسائل الحديثة لجيش من أقوى جيوش العالم من طيران ودبابات ومدافع وغيرها.
واستمرت الحملة عنيفة قاسية خصوصاً من شهر أكتوبر 1938 وحتى شهر أبريل 1939. وخلال عام واحد (نوفمبر 1938 – نوفمبر 1939). كانت القوات البريطانية قد قامت باحتلال 2088 قرية وتفتيشها. أي ان كل قرية في فلسطين احتلت وفتشت بما معدله مرتين، لأن مجموع قرى فلسطين يبلغ حوالي ألف قرية. ولذلك فقد عانت الثورة من حالة من التراجع والضعف خصوصاً منذ نيسان 1939، حيث فقدت الكثير من زخمها، واستشهد الكثير من قادتها بينما اضطر آخرون للانسحاب واستمرت جذوة الثورة بالانطفاء التدريجي حتى أواخر سنة 1939.
وحسب الإحصائيات البريطانية فإن مجموع العمليات التي قام بها الثوار خلال فترة 1936-1939 كانت كما يلي:
السنة 1936، 1937، 1938، 1939
مجموع العمليات	4076، 598، 4969، 952
ولا يظهر أنه توجد إحصائيات رسمية دقيقة حول الإصابات في المرحلة الثانية من الثورة لكن تقدير محمد عزة دروزة، وهو أحد القادة السياسيين المؤرخين المعايشين لتلك الأحداث وكان يتولى إدارة اللجنة المركزية للجهاد في أثناء الثورة، يذكر أن إصابات اليهود كانت نحو 1500 ربعهم إن لم يكن ثلثهم من القتلى، وهو قريب من الإحصائيات الرسمية اليهودية، وقدر الإصابات في الجيش والشرطة البريطانية ب 1800 قتيل وجريح، بينما قدر قتلى العرب بثلاثة آلاف وجرحاهم بسبعة آلاف.
توقفت هذه الثورة نتيجة إعادة احتلال بريطانيا لفلسطين، ونتيجة تنسيقها وتعاونها الميداني مع اليهود في فلسطين، وكذلك بسبب حالة الإنهاك والإعياء والانهيار الاقتصادي التي أصابت شعب فلسطين طيلة ثلاث سنوات ونصف، دون أن يجد عوناً جاداً من بلاد العرب والمسلمين، والتي كانت هي الأخرى ترزح تحت النفوذ الاستعماري. يضاف إلى ذلك استشهاد كثير من قادة الثورة والخلافات الداخلية الفلسطينية الحزبية والعائلية التي ظهرت أواخر مرحلة الثورة، واستثمرتها بريطانيا بشكل يسيئ إلى الثورة ويضعفها.
على أن هذه الثورة أجبرت بريطانيا على إصدار كتابها الأبيض في مايو 1939 الذي وعدت فيه باستقلال فلسطين خلال عشر سنوات، وبإيقاف الهجرة اليهودية بعد خمس سنوات، ووضع قيود مشددة على انتقال الأراضي لليهود، وقد كان ذلك أحد العوامل التي أسهمت في تهدئة الثورة.

### أهم المعارك التي خاضها الثوار في مرحلة المد
امتدت تلك المرحلة الممتدة من صيف 1937 وحتى خريف 1938 وبدأت بمقتل لويس أندروز والخطوات البريطانية التي جاءت كرد على ذلك وبين تولي الجنرال ويفيل، القائد الأعلى للقوات البريطانية في الشرق، قيادة القوات البريطانية في فلسطين.

#### معركة صيدا: 17/10/1937
جرت هذه المعركة في المنطقة الواقعة بين قريتي دير الغصون (بلدة) وصيدا (قضاء طولكرم) وذلك عندما حاولت قوات بريطانية تطويق ومحاصرة قوة من الثوار، كان يقودها عبد الرحيم الحاج محمد، كان قوامها ستين ثائراً، وكانت ترابط في منطقة النزلات.
علم الثوار بأمر الحصار من ضابط عربي كان مجنداً في قوات «الزنّار الأحمر» فبدؤوا بالانسحاب، وعند مرور الثوار في الوادي الواقع بين صيدا ودير الغصون، بدأت طائرة بريطانية بقصفهم، وتبادلوا النار مع بعض قوات الفرسان التي حاولت إدراكهم. نجح الثوار، وعلى رأسهم القائد عبد الرحيم الحاج محمد، بالإفلات من الطوق مستعينين بالظلام الذي كان قد حل. وقد جرح في هذه المعركة ثائران. (هذا حسب رواية شفوية لشاهد عيان على المعركة وهو الحاج أبو غالب كتانة، مختار النزلة الشرقية في حينه). في حين إدعت المصادر العسكرية بأنه لم تقع إصابات في صفوف قواتها. (أرشيف وزارة المستعمرات البريطانية، ملف رقم C.O.733 \352|3).

#### معركةالنزلة الشرقية: 16/12/1937
جرت هذه المعركة في قرية النزلة الشرقية، حين استطاع البريطانيون هذه المرة مباغتة الثوار الذين كانوا مرابطين هناك. أحكم البريطانيون الطوق، بشكل أجبر الثوار على التحصن في مواقعهم. وهذه المرة أيضاً ساعد المجندون العرب في الجيش البريطاني، عندما فتح بعضهم ثغرة في الطوق استطاع معظم الثوار الإفلات من خلالها تاركين وراءهم أربعة شهداء، أما عبد الرحيم الحاج محمد فقد جرح في المعركة، في ذراعه الأيسر، وقام مقاتلوا الثورة من أهل البلدة ومنهم المناضل القائد عبد الرحيم محمد كتاني بإخفائه في أحد الكهوف، ولم يستطع الإنكليز اكتشافه. نقل عبد الرحيم الحاج محمد من باقة الغربية إلى ميسر ومن هناك إلى قفين وأم القطف وعارة وعرعرة حيث كان يقيم متخفياً في كل قرية من هذه القرى بضع ليال، ثم كان ينتقل إلى قرية أخرى إلى أن تم نقله عبر إحدى العبارات على نهر الأردن إلى شمال الأردن ومن هناك إلى دمشق حيث عولج فيها مدة ثلاثة أشهر. (مقابلة مع عطية نايف غزالة، كفر اللبد 1999.3.31).
وبعد انتهاء عمليات التفتيش، التي دامت ساعات طويلة، نقل إلى باقة الغربية التي مكث فيها واحداً وعشرين يوماً، كان يأتي إليه الطبيب فؤاد دعدس من طولكرم متخفياً في ثوب بائعة لبن كانت تدخل إلى البيت الذي اختبأ فيه القائد العام. حيث كان يغيّر له الضمادات التي لف بها الجرح.

## بصمات خاصة
ومن الجدير ذكره هنا التنويه للدور الذي لعبه الأطباء العرب أثناء الثورة لتقديم العلاج اللازم للثوار الذين أصيبوا في المعارك، ولم يرغبوا بأن يعالجوا بالمشافي الحكومية كي لا يتم اعتقالهم من قبل السلطات. فقد كان قادة الفصائل يبعثون الرسل إلى الأطباء كي يحضروا إلى رؤوس الجبال لمعالجة الجرحى. وفي الحالات الحرجة، كان الجريح يجلب إلى بيت أو العيادة الشخصية للطبيب كي يتم علاجه.
وكان في ذلك مخاطرة كبيرة على الجريح نفسه وعلى الطبيب الذي كان، إذا ما اكتشف أمره، عرضة للطرد من وظيفته وحتى الاعتقال.
وفي المنطقة التي نحن بصددها، حري بنا أن نذكر الدور المميز الذي لعبه الدكتور فؤاد دعدس، الطبيب في المستشفى الحكومي في طولكرم، والطبيب أديب الخرطبيل وهو طبراني الأصل والذي عمل مديراً للمستشفى الحكومي في طولكرم أثناء إضراب وثورة 1936 -1939. في حين كان لزوجته اللبنانية الأصل وديعة خرطبيل دور مهم في تنظيم الفعاليات الشعبية والنسائية في منطقة طولكرم وقضاها أثناء الثورة.
وفي هذا السياق يُذكر الدور المميز الذي لعبه الصيدلي منير سختيان، صاحب صيدلية السختيان في طولكرم، والذي كان يجهز الثوار في المنطقة بما يلزمهم من الأدوية بشكل مجاني أو بمبلغ رمزي، كما كان يلعب في بعض الحالات دور الطبيب والجراح والمضمد إذا عز على الثوار إحضار طبيب لمعالجة الجرحى منهم.
كما تجدر الإشارة إلى أن قوة حدود شرق الأردن البريطانية شاركت في قمع الثورة الفلسطينية، ويُذكر الدور الاستثنائي الذي لعبه القائد العسكري الفلسطيني في القوة رشيد عبد الفتاح من مدينة طولكرم والذي وقف سرًا في صفوف الثوار الفلسطينيين، إذ كان ينقل للثوار خطط وتحركات القوات البريطانية، كما كان يُضلل القوات البريطانية في مدينة طولكرم حول أماكن تواجد قادة الثورة الفلسطينية كقائد عام الثورة عبد الرحيم الحاج محمد والقائد إبراهيم العموري.
وقد تقودنا قصة نجاح الأجهزة اللوجستية للثورة، مع وسائلها وآلياتها المتواضعة، إلى عبرة مفادها أن الجماهير الفلسطينية في هذه الفترة من الثورة كانت تتمتع بقسط كبير من الرغبة والاستعداد للتضحية في سبيل خدمة الصالح العام، في حين تراجعت، إلى حد كبير، ظاهرة العمالة والمخبرين العرب الذين كانوا على استعداد للتعاون مع البريطانيين وجهات أخرى ضد مصلحتهم الوطنية، مقابل ارباح أرباح شخصية يجنونها من هذه الجهة أو تلك.من الأموال والأراضي